# Andreas Pouchenius der Ältere

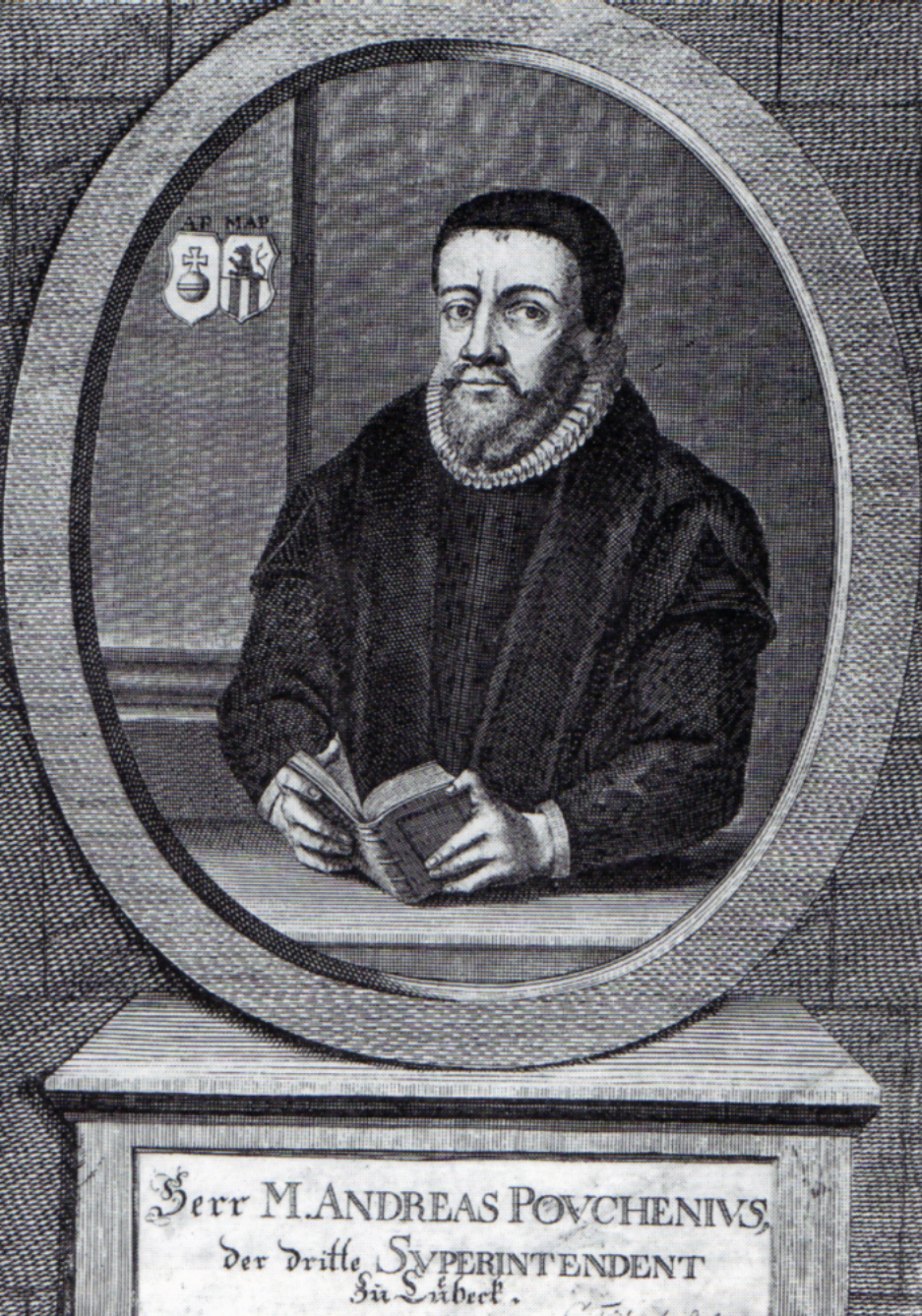
Andreas Pouchenius

Andreas Pouchenius der Ältere (Latinisiert aus Puchgen, * 30. November 1526 in Gardelegen; † 13. Oktober 1600 in Lübeck) war ein deutscher lutherischer Theologe und Superintendent in Lübeck.

## Leben und Wirken
Nach dem Studium der Theologie an der Universität Wittenberg von 1546 bis 1548, besonders bei Philipp Melanchthon, wurde er zunächst Konrektor und dann Rektor der Lateinschule in Helmstedt. Es folgten Zwischenstationen in seiner Heimatstadt Gardelegen als Ratssekretär und in Braunschweig als Rektor des Martino-Katharineums (1553) und Pfarrer an St. Martini (1564). 1571 wurde er Stellvertreter des Braunschweiger Superintendenten Martin Chemnitz.
Im März 1575 berief ihn der Rat der Reichsstadt Lübeck als Nachfolger von Valentin Curtius zum Superintendenten, womit eine Predigtstelle an der Marienkirche verbunden war.
Pouchenius setzte in Lübeck den von Curtius angefangenen Kurs der konsequenten lutherischen Konfessionalisierung fort. Er förderte die Zusammenarbeit der Geistlichen Ministerien (der Geistlichkeit) der Städte Lübeck, Hamburg und Lüneburg im sogenannten Ministerium Tripolitanum und sorgte auf dem Konvent zu Mölln 1575 für eine Übereinkunft in Sinne der Gnesiolutheraner. Dadurch wurde der Weg gebahnt für die sogenannte schwäbisch-sächsische Konkordie, die Martin Chemnitz redigierte, während Pouchenius die Vorrede verfasste. 1577 ließ er alle Prediger und Lehrer in Lübeck auf die Endfassung der Konkordienformel verpflichten und konnte nach Vorlage durch den Ratsherrn Heinrich von Stiten († 1588) 1580 die Einführung des Konkordienbuches mit einem Festgottesdienst feiern.
1581 bis 1588 kam es zu einem langwierigen Streit mit dem Rektor des Katharineums, Pankratius Crüger, über Schulaufsicht und Kirchenzucht. Gegenüber dem von Crüger eingeschalteten Rat, dem Inhaber des landesherrlichen Kirchenregiments in der Freien Reichsstadt, betonte er die Eigenverantwortung der Kirche, konnte sich aber nur teilweise durchsetzen.
Pouchenius' bedeutendste Leistung war die Visitation des Herzogtums Lauenburg im Auftrag von Herzog Franz II. (Sachsen-Lauenburg) 1581/82. Sie deckte große Missstände in Lehre, Predigt und Lebenswandel der Pastoren im Lande auf. Als Konsequenz setzte Franz II. das bisherige Kirchenhaupt Franz Baring ab und setzte den von Pouchenius empfohlenen Gerhard Sagittarius als Superintendenten von Niedersachsen ein. Auch verfasste Pouchenius die aus dieser Visitation resultierende Niedersächsische Kirchenordnung. Diese wurde am 25. März 1585 eingeführt, wurde zum Vorbild ähnlicher Regelungen in Norddeutschland und ersetzte selbst in Lübeck de facto die 1531 eingeführte Kirchenordnung von Johannes Bugenhagen. 1590 führte Pouchenius eine Visitation im Land Hadeln durch.
Seine letzten Lebensjahre waren geprägt durch sein Engagement in den innerlutherischen Auseinandersetzungen der 1590er Jahre, wie dem Streit um die Ubiquitätslehre mit der Universität Helmstedt und der Prädestinations-Auseinandersetzung mit Samuel Huber.
1552 hatte Pouchenius in Gardelegen Judith Krage(n) (1531–1601) geheiratet, eine Tochter des Braunschweiger Bürgermeisters Lüder Krage(n). Das Paar hatte drei Töchter und drei Söhne, darunter
Andreas (1553–1613), der als Theologieprofessor in Königsberg lehrte. Auch dessen Sohn Levin Pouchenius (1594–1648) wurde als Theologe bekannt.

## Werke (Auswahl)
Für eine Gesamtübersicht siehe das Verzeichnis der im deutschen Sprachbereich erschienenen Drucke des 16. Jahrhunderts (VD 16)
- Ein Sermon CAECILII CYPRIANI Weilandt Bischoffs zu Carthago in Aphrica seiner Kirchen zu troste in schwerer zeit der Pestilentzien für 1320. Jaren gethan, Zu vnser zeit fromen Hertzen in der Gemeine Christi zu Lübeck ins Deudsche gebracht. Lübeck 1577 (Cyprian von Karthagos De mortalitate)
- Ad Johannis Palmeri sacramentarii protestationes oppositas Formulae Concordiae Christiana responsio. Lübeck 1579

deutsch: Antwort Auff Johannis Palmerij des Sacramentschwermers Protestationes. Welche er wider die Christliche Formulam Concordiae geschrieben. Lübeck 1579
- Kirchenordnung Unser von Gottes Gnaden Frantzen Hertzogen zu Sachsen, Engern und Westphalen. Lübeck 1585 (Nachdruck bei E. Sehling: Evangelische Kirchenordnungen des XVI. Jahrhunderts. Band 5, 1913, S. 397–460).
- Etlike christlike Gebede. Lübeck 1598.

## Familie
Aus seiner am 11. Oktober 1552 geschlossenen Ehe mit Judith (* 28. Oktober 1531 in Braunschweig; † 1. Dezember 1601 in Lübeck), der Tochter  von Lüder Krage(n), von 1508 bis 1529 Bürgermeister der Braunschweiger Neu-Stadt, sind sechs Kinder bekannt:
- Andreas Pouchenius (* 11. September 1553 in Braunschweig; † 14. Oktober 1613 in Königsberg), Professor der Theologie
- Anna Pouchenius (* 24. Juni 1555)
- Johann (* 16. Mai 1557)
- Magdalena (* 22. Dezember 1558)
- Jodoeus (* 21. Januar 1561)
- Apollonia